# 1317
Năm 1317 (Số La Mã: MCCCXVII) là một năm thường bắt đầu vào thứ bảy trong lịch Julius.